# Operation Aderlass
“Operation Aderlass“ (svenska: Operation åderlåtning) var en kartläggning av en dopningshärva som ledde fram till att fem tävlande och fyra ledare vid Världsmästerskapen i nordisk skidsport 2019 greps och där de tävlande snabbt erkände att ha använt otillåtna bloddopningmetoder för att förbättra syreupptagningen. Kort därpå avslöjades ytterligare fem dopingfall med koppling till samma dopningsnätverk, som enligt tyska Bild består av upp emot 60 aktiva idrottare.

## Händelseförlopp
Österrikisk polis hade i flera år gjort ett omfattande arbete för att avslöja den tyska allmänläkaren Mark Schmidt, som varit utpekad som dopingläkare i över tio år. Och när hans pappa Ansgar Schmidt åkte till Seefeld in Tirol med ett gäng blodpåsar mitt under världsmästerskapen i nordisk skidsport så valde de att slå till direkt. Fem VM-åkare greps av österrikisk polis under en razzia på VM-orten Seefeld. En av åkarna, Max Hauke, togs på bar gärning, när han fick en blodtransfusion, och samtliga fem har erkänt bloddopning. Det handlade om österrikarna Max Hauke och Dominik Baldauf, estländarna Karel Tammjärv och Andreas Veerpalu och Aleksej Poltoranin från Kazakstan. Dessutom greps fyra ledare. Efter att ha tagit del av bevisen lämnade norrmannen Trond Nystad av sitt jobb som österrikisk landslagstränare och utvecklingsansvarig. Österrikes skidförbund beslutade även att Markus Gandler, chef för längdlandslaget, inte fick vara kvar.
Skandalen växte kort efter världsmästerskapen i nordisk skidsport då även estländaren Algo Kärp och de österrikiska cyklisterna, Stefan Denifl och Georg Preidler från FDJ.fr-stallet, erkände sig skyldiga i att ingå i dopningsnätverket där läkaren Schmidt pekats ut som huvudperson. Samtidigt som razzian utfördes i Seefeld så slog tyska polisen till mot Schmidts läkarklinik i Erfurt, Tyskland. Polis beslagtog då ett komplett dopningslaboratorium och 40 blodposer som ska DNA-testas.  
Österrikaren Johannes Dürr greps också kort efter i Innsbruck med misstanke om sportrelaterade bedrägerier och att ha brutit mot österrikisk lag mot dopning. Kärp och Dürr deltog inte på VM i Seefeld och tävlade sparsamt säsongen 2018/19.
15 åkare från Österrike, Estland och Kazakstan var anmälda till att vara med i den efterföljande världscupen i Falun; 14 av dem dök aldrig upp. Samtliga lämnade återbud efter dopingskandalerna i Seefeld.